# Viliüi
El Viliüi (iacut: Бүлүү, Bülüü, pronunciat [bylyː]; rus: Вилю́й, Viliüi) és un riu tributari del Lena a l'Altiplà de la Sibèria Central. Aproximadament mesura 2.650 km de llargària, la majoria a la República de Sakhà. La superfície de la seva conca és d'uns 491.000 km².
El Viliüi néix a l'okrug autònom d'Evènkia i dirigint-se cap a l'est, entra a Sakhà ben aviat. A allà torna direcció cap al sud i el sud-est per a tornar cap a l'est; finalment desemboca en el riu Lena a uns 350 km aigües avall de Iakutsk, a prop del poble de Sangar. A l'oest del Viliüi del Txona hi ha la conca del riu Tunguska Inferior. La conca del Viliüi està escassament poblada. Entre els petits assentaments que hi ha al llarg del riu hi ha pobles com Viliúisk, Verkhneviliúisk, Suntar i Niurbà.
El riu es va esmentar per primera vegada el segle xvii, en relació amb la conquesta russa de Sibèria. El 1634, els cosacs russos encapçalats per Voin Shakhov, van establir un assentament d'hivern a la confluència entre els rius Viliüi i Tiuken. Aquest assentament va servir com a centre administratiu de la zona durant diverses dècades i després es va traslladar a la zona de Iolionniokh, 45 quilòmetres, Viliüi avall, a on es va fundar l'ostrog (poble fortificat) d'Olensk (avui en dia Viliúisk) el 1773.
A la dècada de 1950 es van descobrir dipòsits de diamants a la zona, a uns 700 quilòmetres de la desembocadura del riu. Això va portar que es construís la Mina Mir, les seves carreteres d'accés i un aeroport, a més del pantà de Viliúi a Txernisevski per a generar l'electricitat necessària. Es considera que aquesta és la planta hidroelèctrica que treballa en condicions més fredes de tot el món.